# Gobardiya
Gobardiya (nep. गोबरडिहा)– gaun wikas samiti w zachodniej części Nepalu w strefie Rapti w dystrykcie Dang Deokhuri. Według nepalskiego spisu powszechnego z 2001 roku liczył on 2116 gospodarstw domowych i 13436 mieszkańców (6770 kobiet i 6666 mężczyzn).